# 大耳馬鮫
大耳馬鮫為輻鰭魚綱鱸形目鯖亞目鯖科的其中一種，分布於西大西洋區，從加拿大至巴西聖保羅海域，本魚腹鰭間的突起小而兩裂，泳鰾不存在，側線突然彎曲的向下在第二背鰭鰭之下，成魚有沒有黑色的區域在第一背鰭上的較前端，身體完全地覆蓋著鱗片，背鰭硬棘12-18枚，背鰭軟條15-18枚，臀鰭硬棘2枚，臀鰭軟條16-20枚，脊椎骨41-43個，體長可達184公分，棲息在沿岸海域，會進行迴游，屬肉食性，以魚類、頭足類為食，可做為食用魚、遊釣魚。

## 擴展閱讀
維基物種上的相關：大耳馬鮫